# Money in the Bank 2014
Money in the Bank 2014 was een pay-per-viewevenement in het professioneel worstelen dat geproduceerd werd door de WWE. Dit evenement was de vijfde editie van Money in the Bank en het vond plaats in het TD Garden in Boston, Massachusetts op 29 juni 2014.
De "main event" van dit evenement was een ladder match voor het vacante WWE World Heavyweight Championship. De deelnemers waren Sheamus, Alberto Del Rio, Roman Reigns, Randy Orton, John Cena, Bray Wyatt, Cesaro en Kane. De wedstrijd werd gewonnen door Cena en veroverde de vacante titel.

## Wedstrijden
| Nr.                                                                          | Match | Winnaar(s)         |
| ---------------------------------------------------------------------------- | --- | ------------------ |
| 1                                                                            | The Usos (c) vs. The Wyatt Family in een tag team match voor het WWE Tag Team Championship | The Usos (c)       |
| 2                                                                            | Paige (c) vs. Naomi (met Cameron) in een een-op-eenmatch voor het WWE Divas Championship | Paige (c)          |
| 3                                                                            | Damien Sandow vs. Adam Rose in een een-op-eenmatch | Adam Rose          |
| 4                                                                            | Dolph Ziggler vs. Kofi Kingston vs. Seth Rollins vs. Dean Ambrose vs. Rob Van Dam vs. Jack Swagger (met Zeb Colter) in een Money in the Bank Ladder Match voor een WWE World Heavyweight Championship-wedstrijd | Seth Rollins       |
| 5                                                                            | Goldust & Stardust vs. Rybaxel (Ryback & Curtis Axel) in een tag team match | Goldust & Stardust |
| 6                                                                            | Big E vs. Rusev (met Lana) in een een-op-eenmatch | Rusev              |
| 7                                                                            | Summer Rae vs. Layla in een een-op-eenmatch met Fandango als special guest referee | Layla              |
| 8                                                                            | Sheamus, Alberto Del Rio, Roman Reigns, Randy Orton, John Cena, Bray Wyatt, Cesaro en Kane in een Ladder match voor het vacante WWE World Heavyweight Championship                                              | John Cena (nc)     |
| (c) huidige kampioen voor en na de match \| (nc) nieuwe kampioen na de match | |                    |